# Tim Berners-Lee
Sir Timothy John (Tim) Berners-Lee OM KBE FRS FREng FRSA FBCS, cunoscut și ca TimBL, (n. 8 iunie 1955, Londra, Anglia, Regatul Unit) este un programator englez, inventator al World Wide Web-ului. Este actualmente director al World Wide Web Consortium (W3C), organizația ce tutelează standardele Web-ului.
Tim Berners-Lee a propus pentru prima dată în (martie 1989) un sistem de management al informațiilor, care la scurt timp, cu ajutorul lui Robert Cailliau, a implementat cu succes prima comunicare HTTP între un client și un server „via Internet”.
Primul sit web, http://info.cern.ch, creat de către Lee și ceilalți colaboratori ai săi, continuă să existe și în 2023.

## Biografie
Tim Berners-Lee s-a născut la 8 iunie 1955 la Londra și este unul dintre cei patru copii ai lui Mary Lee Woods și Conway Berners-Lee, care au lucrat pe primul calculator comercial construit, Mark 1 al Universității Harvard.
Între anii 1969-1973 a urmat cursurile școlii independente Emanuel School din Londra, unde a învățat despre bricolajul electronic pe un model de cale ferată. Apoi, între anii 1973-1976 a studiat la Colegiul Queens de la Universitatea din Oxford, unde a primit diploma în fizică.
După absolvire, Tim Berners-Lee a lucrat ca inginer la compania de telecomunicații Plessey în Poole, Marea Britanie, iar în anul 1978 s-a alăturat echipei D. G. Nash în Ferndown, Dorset, unde a ajutat la crearea de software pentru imprimante.
Din iunie până în decembrie 1980, Tim Berners-Lee a lucrat ca și contractant independent la CERN, laboratorul de fizica particulelor din Geneva, unde a propus un proiect bazat pe conceptul de hypertext, pentru a facilita schimbul de informații și actualizarea dintre cercetători, cu ajutorul unui sistem prototip numit ENQUIRE.
În anul 1989 în timp ce lucra ca și inginer de software la CERN care era cel mai mare nod de Internet din Europa, Tim Berners-Lee a înțeles necesitatea schimburilor de date și rezultate dintre oamenii de știință și potențialul nerealizat de milioane de calculatoare conectate împreună prin intermediul internetului. Astfel a văzut o oportunitate în a uni hypertextul cu internetul, creând World Wide Web. 
«Trebuia doar să iau idea de hypertext și s-o conectez cu ideile de Protocol de Control al Transmisiei și cu sistemul de nume de domeniu și ta-da! World Wide Web… Crearea Web-ului a fost de fapt un act de disperare, pentru că situația era foarte dificilă când lucram la CERN. Mare parte din tehnologia implicată în web, cum ar fi hypertextul, Internetul, obiectele text multifont, fuseseră deja proiectate. A trebuit doar să le combin. A fost un pas de generalizare, de a merge la un nivel mai înalt de abstracție, de a-mi imagina că toate sistemele de documentare disponibile sunt capabile să facă parte dintr-un sistem mult mai mare de documentare.»

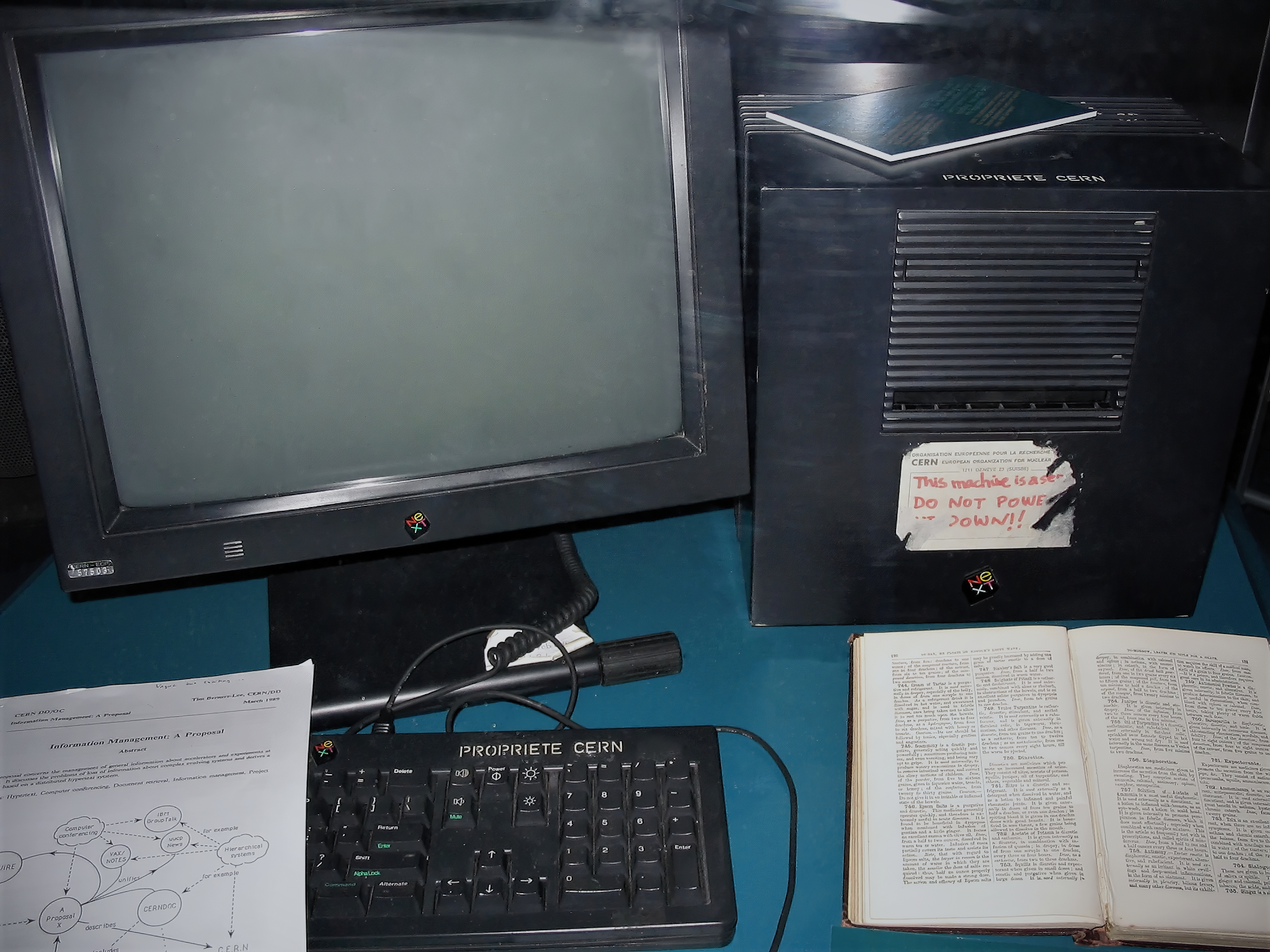
Calculatorul NeXT folosit de Tim Berners-Lee la CERN

Tim Berners-Lee a realizat la CERN, HTTP (HyperText Transfer Protocol), HTML (HyperText Markup Language), primul browser web denumit „World Wide Web”, primul software de tip server HTTP (Httpd CERN), primul website și web server, info.cern.ch, care a fost introdus online prima dată pe 6 august 1991, rulând pe un calculator NeXT. 
Site-ul s-a concentrat pe informații despre proiectul WWW. Vizitatorii puteau să învețe despre hypertext, plus alte detalii tehnice care să-i ajute să-și creeze propriile pagini web și o explicație despre cum să cauți informații pe Web. 
Din anul 1994, Tim Berners-Lee este directorul World Wide Web Consortium (W3C), care dezvoltă tehnologii interoperabile pentru a dezvolta Web-ul la adevăratul potențial și directorul Fundației Mondiale Wide Web, care a fost lansată în 2009 pentru a promova potențialul Web în beneficiul omenirii.
În anul 1999, revista Time l-a numit pe sir Berners-Lee unul dintre cei mai importanți oameni ai secolului 20.

## Distincții
În anul 2001 Tim Berners-Lee a devenit membru al Royal Society iar în anul 2011 a fost numit în Consiliul de Administrație al Fundației Ford, o fundație privată cu misiunea de a avansa bunăstarea umană.
Tim Berners-Lee a fost beneficiarul a numeroase premii internaționale, printre care Premiul Japan, Premiul Prince of Asturias Foundation, Premiul Millennium Technology și Premiul Germany’s Die Quadriga.
De asemenea, a primit titlul de cavaler din partea Reginei Elisabeta a II-a în anul 2004. 
La 18 martie 2013, Tim Berners-Lee împreună cu Vinton Cerf, Robert Kahn, Louis Pouzin și Marc Andreessen, au primit Premiul Regina Elisabeta în Inginerie pentru „inovație revoluționară în inginerie, un beneficiu global pentru umanitate.”
Potrivit National Geographic, Tim Berners-Lee, ar merita un premiu Nobel pentru crearea World Wide Web. În aprilie 2017, Tim Berners-Lee, a fost numit recipient, pentru anul 2016, al prestigiosului Premiu Turing, considerat drept ”Premiul Nobel pentru Informatică”   pentru ”crearea World Wide Web, a primului browser, și a protocoalelor și algoritmilor fundamentali care au contribuit la dezvoltarea internetului”.